# Combină de cereale

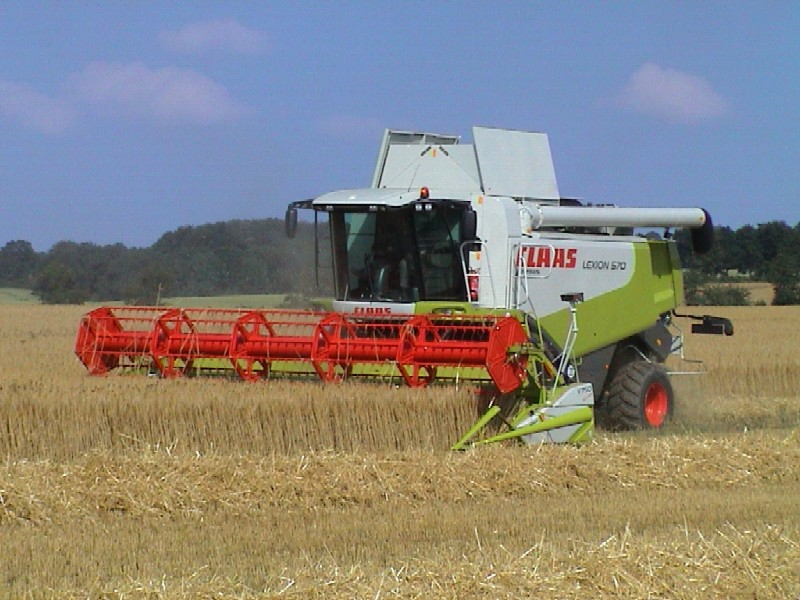
Recoltarea ovăzului cu o combină de tip Claas

Combina de cereale păioase este o mașină agricolă complexă utilizată la recoltarea grâului, orzului, ovăzului și altor cereale.
Numele acesteia provine de la faptul că poate efectua mai multe operații: secerare, treierare, separare a boabelor de paie și pleavă și colectare a acestora în buncăre sau în saci.
Este alcătuită din următoarele părți principale:
- hederul: cu aparat de tăiere, rabator și transportor;
- batoza: cu aparatul de treierat, scuturători, site, ventilator, elevator și (la unele combine) colector de paie și pleavă;
- buncăr de boabe;
- platformă de încărcare în saci.

Combinele pot fi autopropulsate, purtate pe tractor, remorcate de acesta și acționate la priza de putere a tractorului sau de un motor propriu.
Acest articol conține text din Dicționarul enciclopedic român (1962-1966), aflat acum în domeniul public.